# Малышев, Андрей Яковлевич
Андре́й Я́ковлевич Ма́лышев (30 ноября 1913 — 1984) — советский географ, кандидат географических наук, профессор, представитель белорусской школы социально-экономической географии, автор одного из первых комплексных региональных исследований послевоенного времени.

## Биография
А. Я. Малышев родился 30 ноября 1913 года в семье рабочего. После окончания школы работал кочегаром на паровозе. В 1939 году окончил педагогический институт с отличием и его сразу пригласили на должность заместителя декана и преподавателя того же ВУЗа. В этом же 1939 г. Андрей Яковлевич поступает в аспирантуру на заочное отделение, но вскоре переводится на очное отделение, чему поспособствовал перевод географов пединститута на географический факультет БГУ.
Во время войны возглавлял геолого-разведочные партии на Урале по поиску стратегических полезных ископаемых в других районах, в том числе месторождений золота в районе Миаса. Как патриот своей страны покинул геологоразведочную станцию, где был заместителем начальника, и отправился на фронт. А. Я. Малышеву приписали дезертирство, спасли только положительные отзывы о его работе — вернули назад в геологию. Эта деятельность Андрея Яковлевича закалила его характер, научила быстро принимать верные решения. Он бы продолжал заниматься геологией, но появилась возможность завершить кандидатскую диссертацию "Полесская область: экономико-географическая характеристика, которую он защитил в 1952 г. в Московском областном педагогическом институте. Работа объёмом 440 страниц была первой в Беларуси региональной экономико-географической диссертацией.

## Научная и педагогическая деятельность
В октябре 1954 года был назначен проректором БГУ по учебной работе. Почти 30 лет (до 1979 г.) провёл в стенах ректората, пройдя путь до первого проректора. При его активном участии преображался учебно-методический процесс в БГУ, в том числе на географическом факультете. Он способствовал приглашению на факультет учёных-географов из разных регионов СССР, которые впоследствии оставили заметный след в развитии географии в Беларуси.
В октябре 1977 года был создан Учебно-методический совет БГУ в составе 12 профессоров, 65 доцентов, 30 преподавателей и работников ректората. Первым его председателем стал А. Я. Малышев. Кроме того, он являлся членом специализированного Совета по защите диссертаций, членом Комиссии БССР по делам ЮНЕСКО, заместителем председателя Белорусского отделения общества советско-германской дружбы. Более 20 лет был депутатом Минского областного и Минского городского Совета депутатов трудящихся, где работал в комиссиях по образованию. В 1956 году участвовал в работе сессии ЮНЕСКО в Нью-Дели, которая предусматривала посещение различных объектов молодой независимой Индии.
А. Я. Малышев занимался изучением географии транспорта Беларуси и её регионов. Особое внимание уделял вопросам мелиорации Полесья. Ряд его исследований был посвящен экономико-географическим проблемам развития городов и областей Беларуси. Им опубликовано более 30 научных работ. Он — один из авторов учебника для студентов географических факультетов вузов республики. В 1971 году ему было присвоено почётное звание заслуженного работника высшей школы Белорусской ССР.

## Публикации
Основные труды:
- Жучкевич В. А., Малышев А. Я., Рогозин Н. Е. Города и села Белорусской ССР: Историко-географические очерки. — Минск: Учпедгиз БССР, 1959. — 280 с. — 5000 экз.
- География Белоруссии: Учебник для студентов вузов БССР. Мн., 1965 (в соавт.).
- Прамысловасць Мінска. Мн., 1972 (в соавт.).
- Белорусское Полесье: проблемы развития и размещения производительных сил. Мн., 1983 (в соавт.).

## Награды
Неоднократно награждался: ноябрь 1956 г. в связи с 35-летием БГУ награждён Почетной Грамотой Верховного Совета БССР, что давало право на персональную пенсию республиканского значения; 15 сентября 1961 г. получает Орден Трудового Красного Знамени, в 1971 г. присвоено звание заслуженного работника высшей школы 15 марта 1976 г. — за достигнутые успехи в выполнении заданий IX пятилетки по подготовке специалистов для народного хозяйства награждён высшей наградой СССР орденом Ленина, в 1980 он получил второй орден Трудового Красного Знамени. Получил он и вторую Почетную грамоту. Ни один преподаватель геофака не имел столько наград такого качества в мирное время.